# Chiesa dei Santi Simone e Fedele
La chiesa parrocchiale dei Santi Simone e Fedele è un edificio religioso che si trova a Brè-Aldesago, quartiere di Lugano.

## Storia
Benché sia probabilmente stata eretta in epoca medievale, la chiesa viene citata per la prima volta solamente nel 1591. Nel XVIII secolo venne profondamente rimaneggiata (fra le altre trasformazioni venne ruotata di 180 gradi rispetto all'edificio preesistente), mentre nel XIX secolo venne allungata in direzione est.

## Descrizione

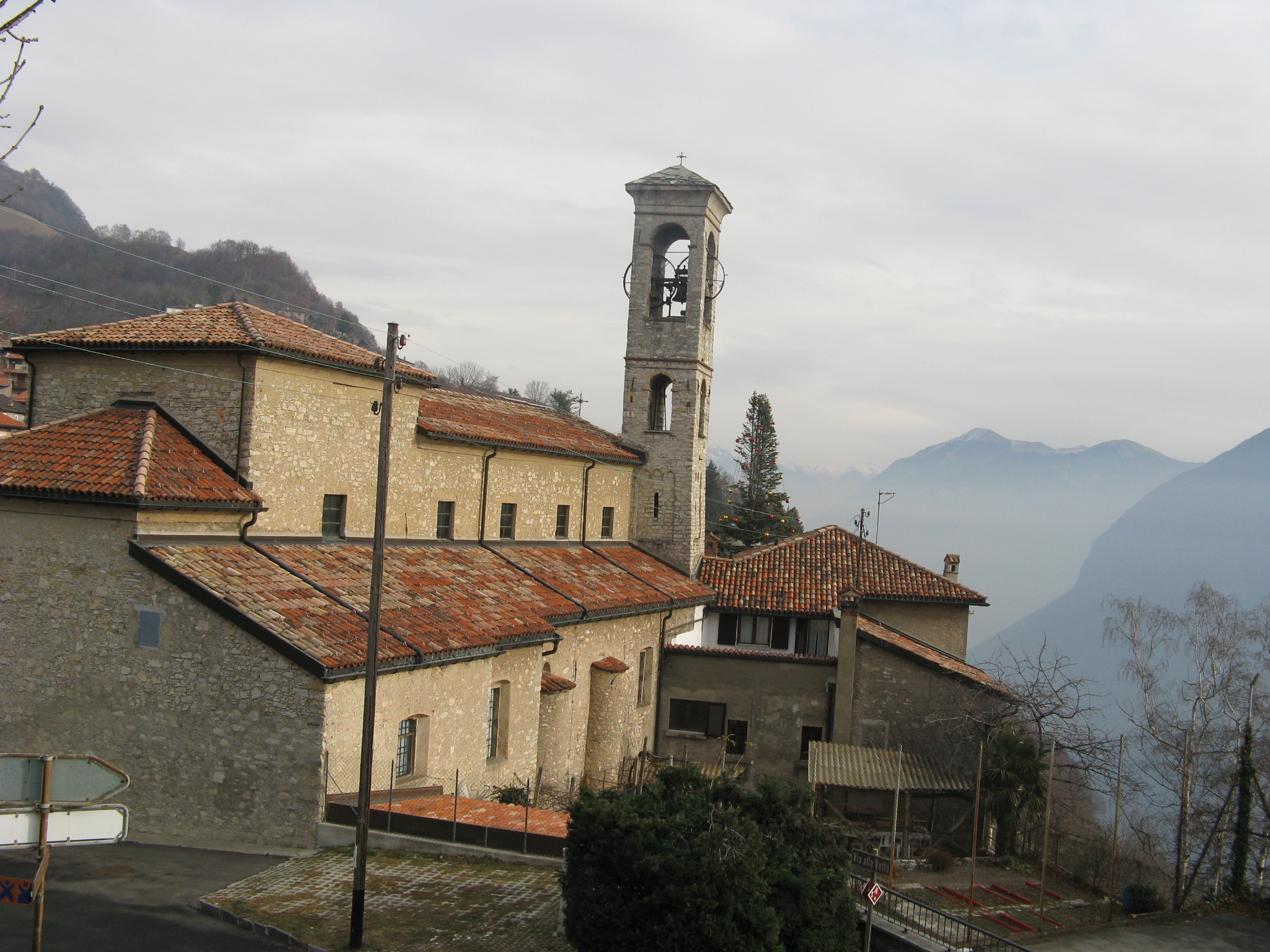
La chiesa dei Santi Simone e Fedele

La chiesa ha una pianta a tre navate, suddivise in quattro campate; la navata centrale è sormontata da una volta a botte lunettata mentre le due navate laterali sono sormontate da una volta a crociera. Sopra il coro venne realizzata una cupola.
Dietro l'altare maggiore, a pavimento, si trova l'organo a canne, costruito nel 1913 da Pietro Bernasconi. Lo strumento è a trasmissione mista (meccanica per i manuali ed il pedale, pnaumatico-tubolare per i registri) ed ha due tastiere di 61 note ed una pedaliera dritta di 27.